# ستيفن دان
ستيفن ترويت دان (بالإنجليزية: Stephen Troyte Dunn)‏ ستيفن Troyte دن (1938 -1868، بريستول). هو عالم نبات بريطاني. وصف ونظم عدد كبير من النباتات في جميع أنحاء العالم، أكثر ما يلفت الانتباه في مشاهداته هو في تصنيف النباتات من الصين, فمن بين المئات من النباتات كان أول من وصف علمياً بوهينيا بلاكينا Bauhinia blakeana الزهرة الوطنية في هونغ كونغ.